# Liste der Naturdenkmale in Malsburg-Marzell
| Naturdenkmale | Anzahl |
| ------------- | ------ |
| FND           | 1      |
| END           | 1      |
| Gesamt        | 2      |

Die Liste der Naturdenkmale in Malsburg-Marzell nennt die verordneten Naturdenkmale (ND) der im baden-württembergischen Landkreis Lörrach liegenden Gemeinde Malsburg-Marzell. In Malsburg-Marzell gibt es insgesamt zwei als Naturdenkmal geschützte Objekte, davon ein flächenhaftes Naturdenkmal (FND) und ein Einzelgebilde-Naturdenkmal (END).
Stand: 1. November 2016.

## Flächenhafte Naturdenkmale (FND)
| Name                     | Bild | Kennung     | Einzelheiten     | Position | Fläche Hektar | Datum         |
| ------------------------ | ---- | ----------- | ---------------- | -------- | ------------- | ------------- |
| Lipple                   | BW   | 83361040001 | Malsburg-Marzell | ⊙        | 1,5           | 14. Aug. 1992 |
| Legende für Naturdenkmal |      |             |                  |          |               |               |

## Einzelgebilde (END)
| Name                     | Bild | Kennung     | Einzelheiten     | Position | Fläche Hektar | Datum        |
| ------------------------ | ---- | ----------- | ---------------- | -------- | ------------- | ------------ |
| 1 Linde Kaltenbach       | BW   | 83361040002 | Malsburg-Marzell | ⊙        | 0,0           | 6. Juni 2003 |
| Legende für Naturdenkmal |      |             |                  |          |               |              |